# Transport kolejowy w Wielkiej Brytanii

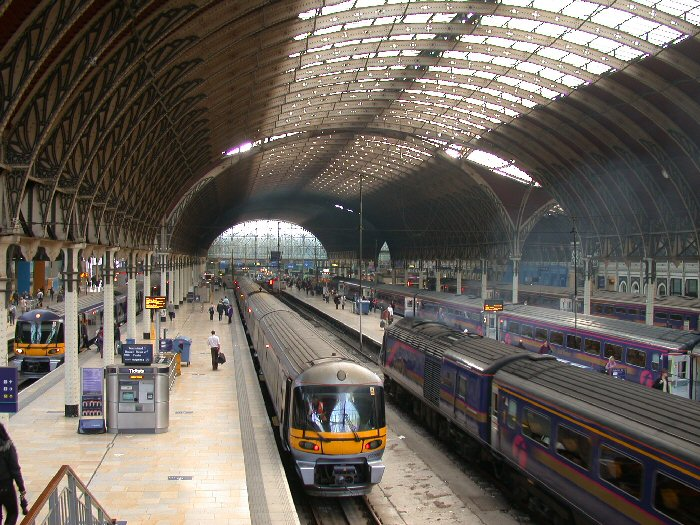
Dworzec Paddington w Londynie, jedna z najsłynniejszych brytyjskich stacji kolejowych

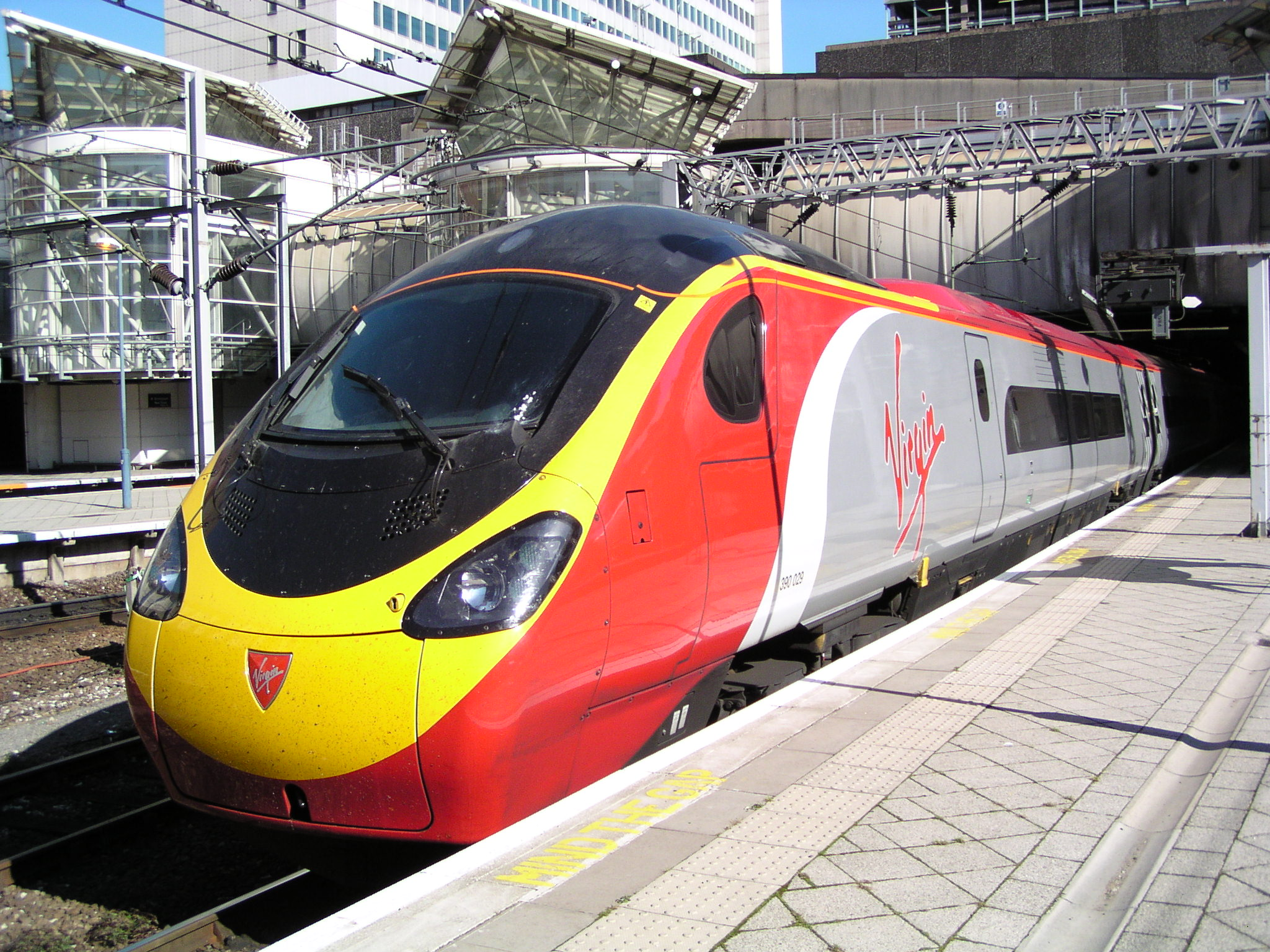
Pociąg Pendolino (w Wielkiej Brytanii noszący oficjalną nazwę British Rail Class 390) w barwach Virgin Trains

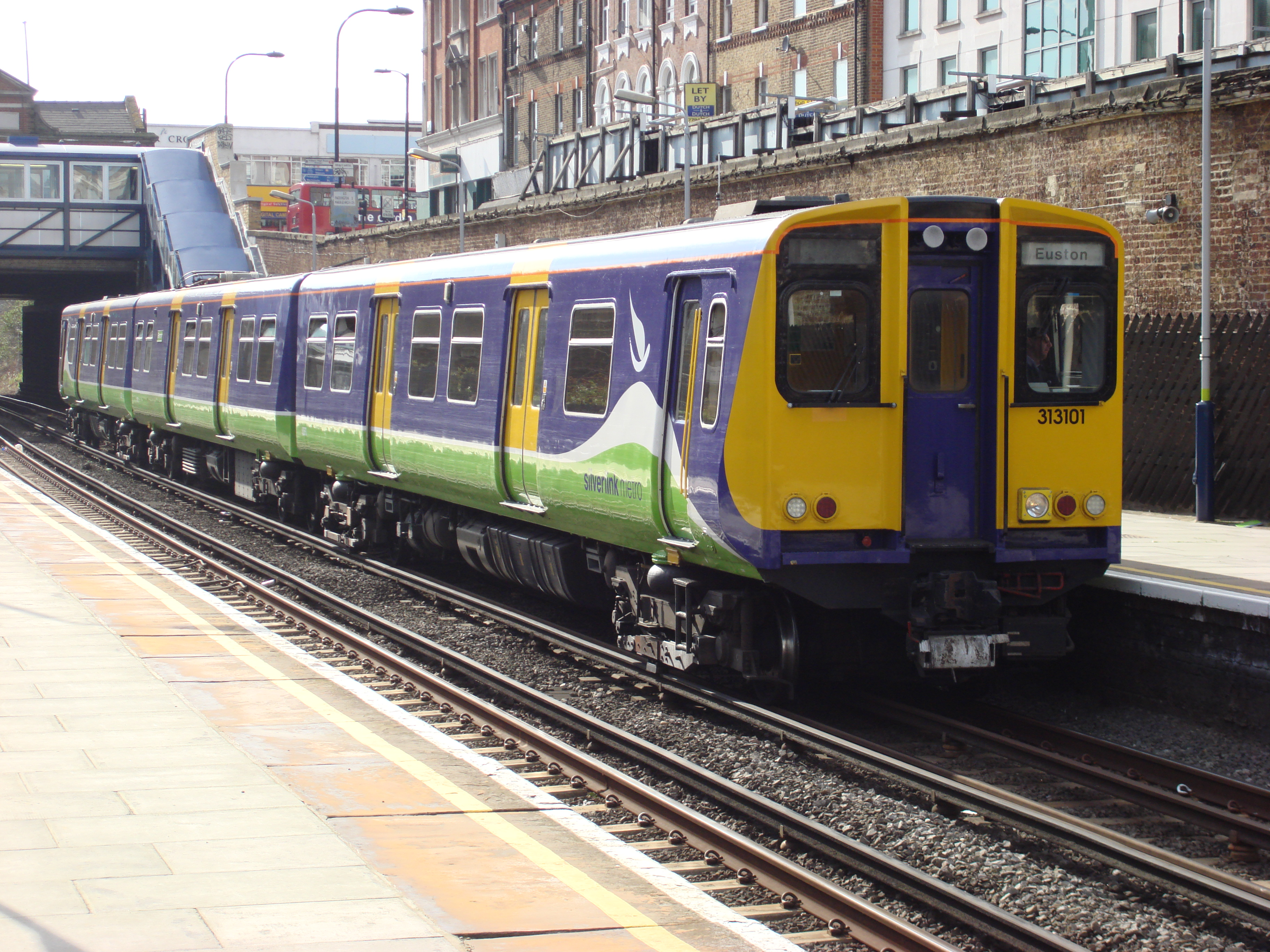
Pociąg podmiejski typu British Rail Class 313

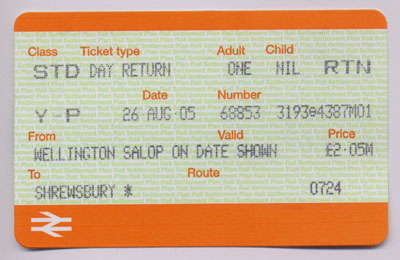
Standardowy bilet na połączenie realizowane w systemie National Rail

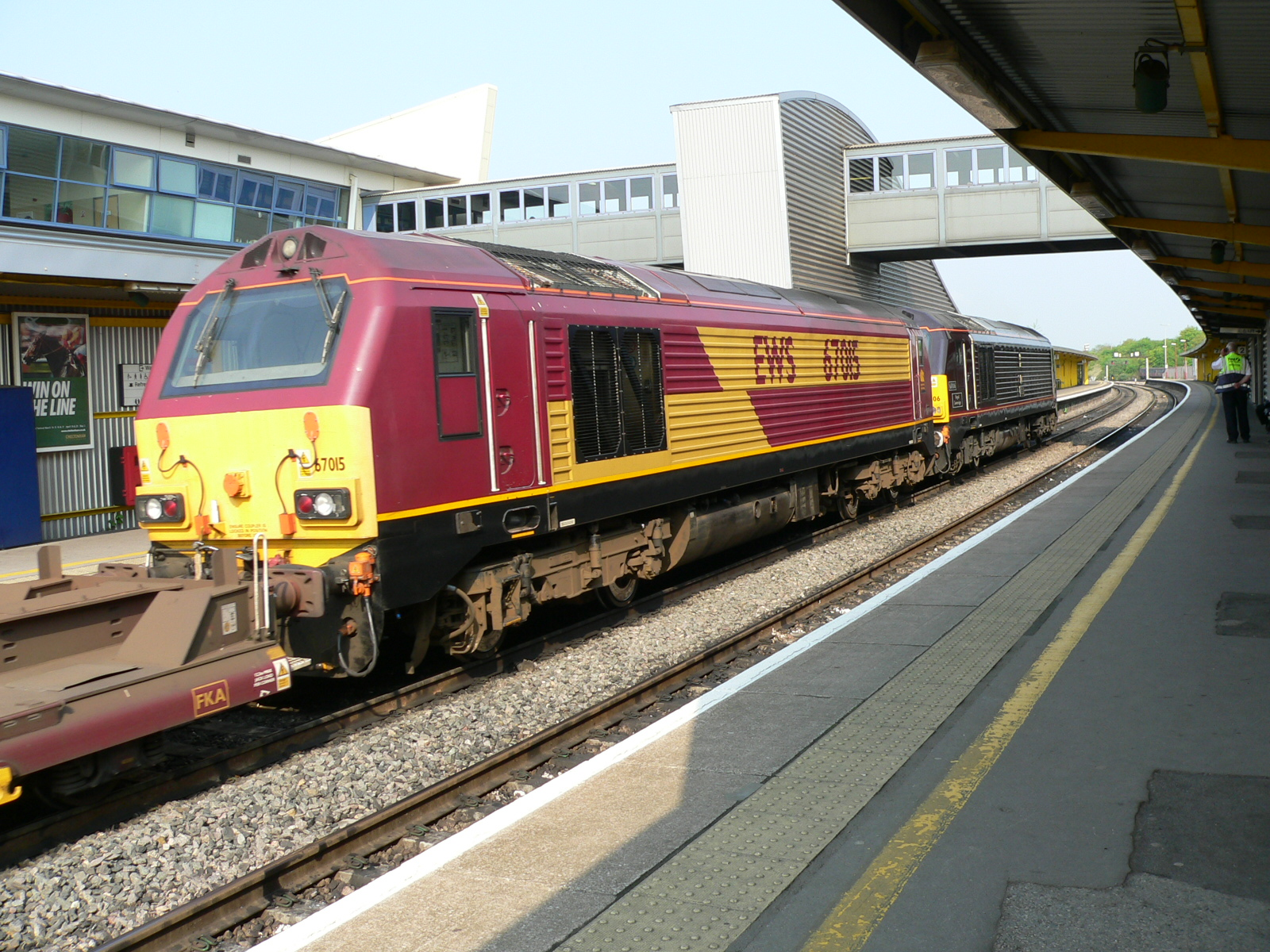
Lokomotywa spalinowa typu British Rail Class 67

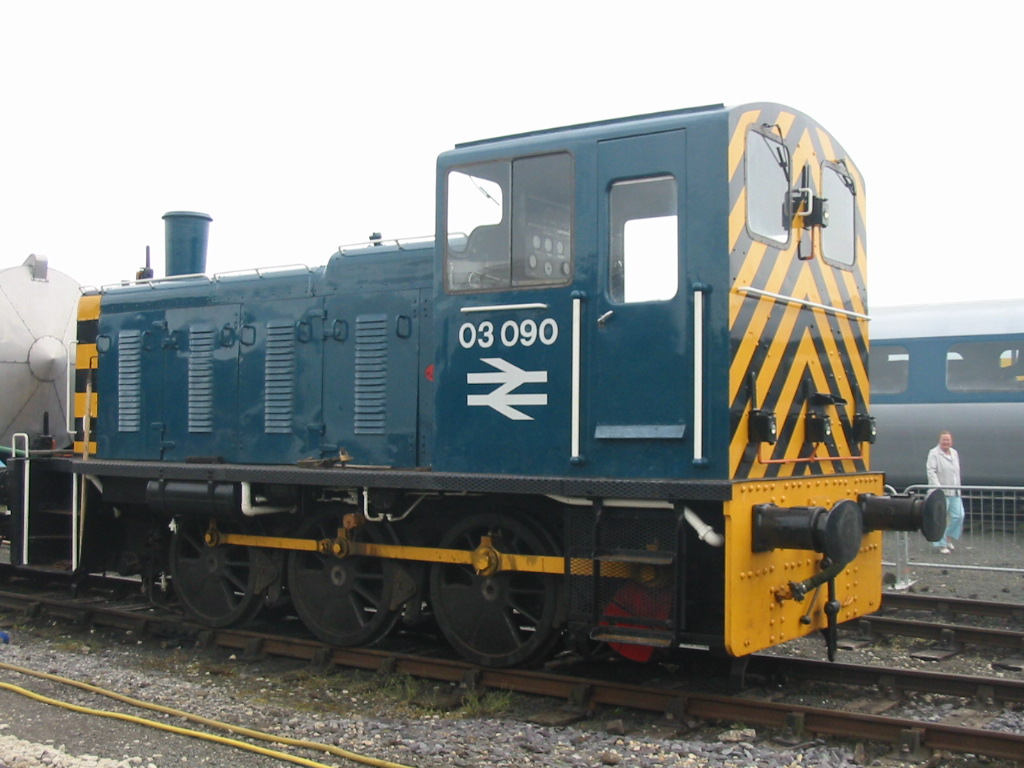
Lokomotywa manewrowa typu British Rail Class 03 z wymalowanym charakterystycznym logo British Rail

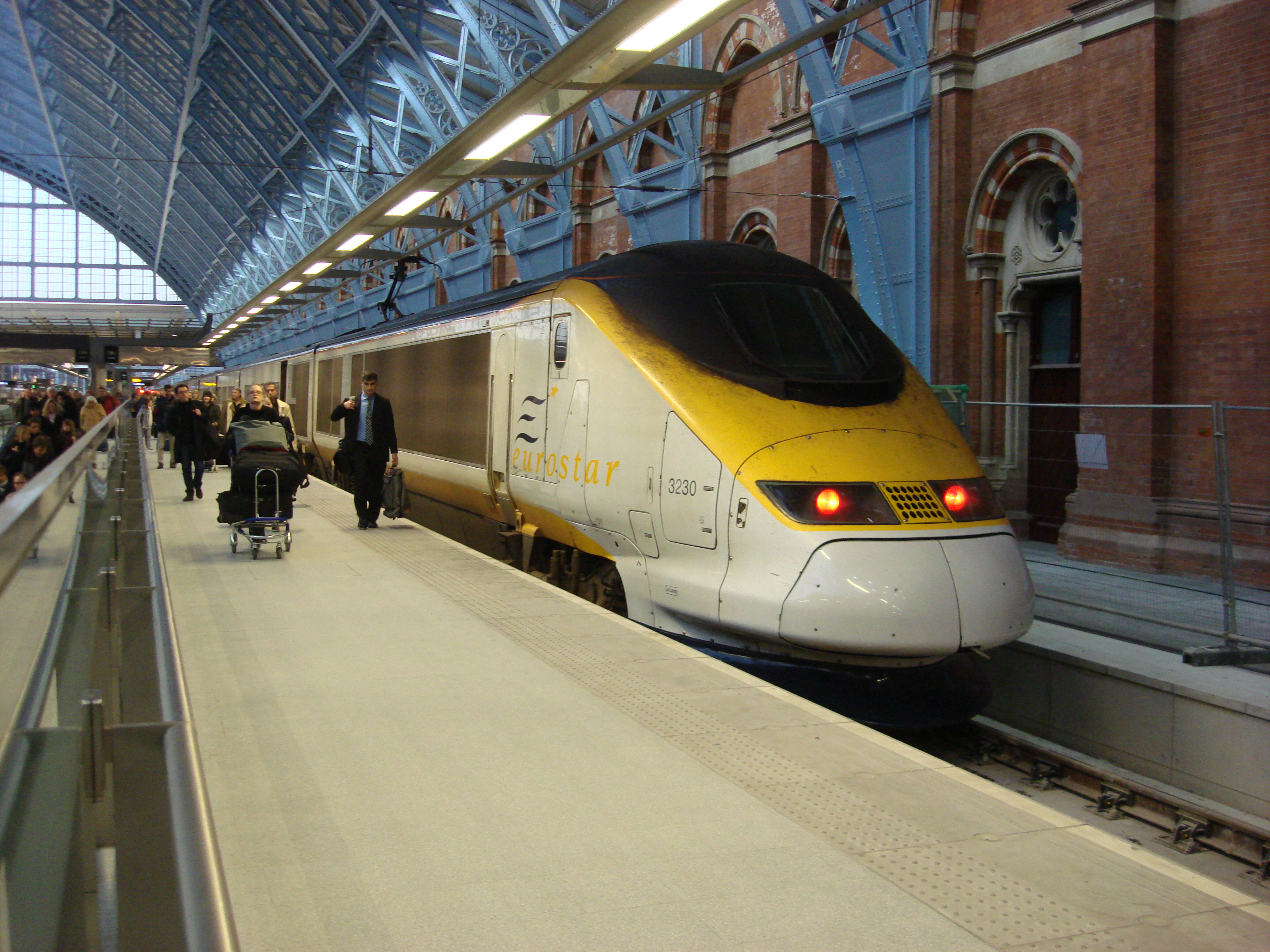
Pociąg typu British Rail Class 373 w barwach przewoźnika Eurostar, obsługującego przejazdy pasażerskie tunelem pod kanałem La Manche

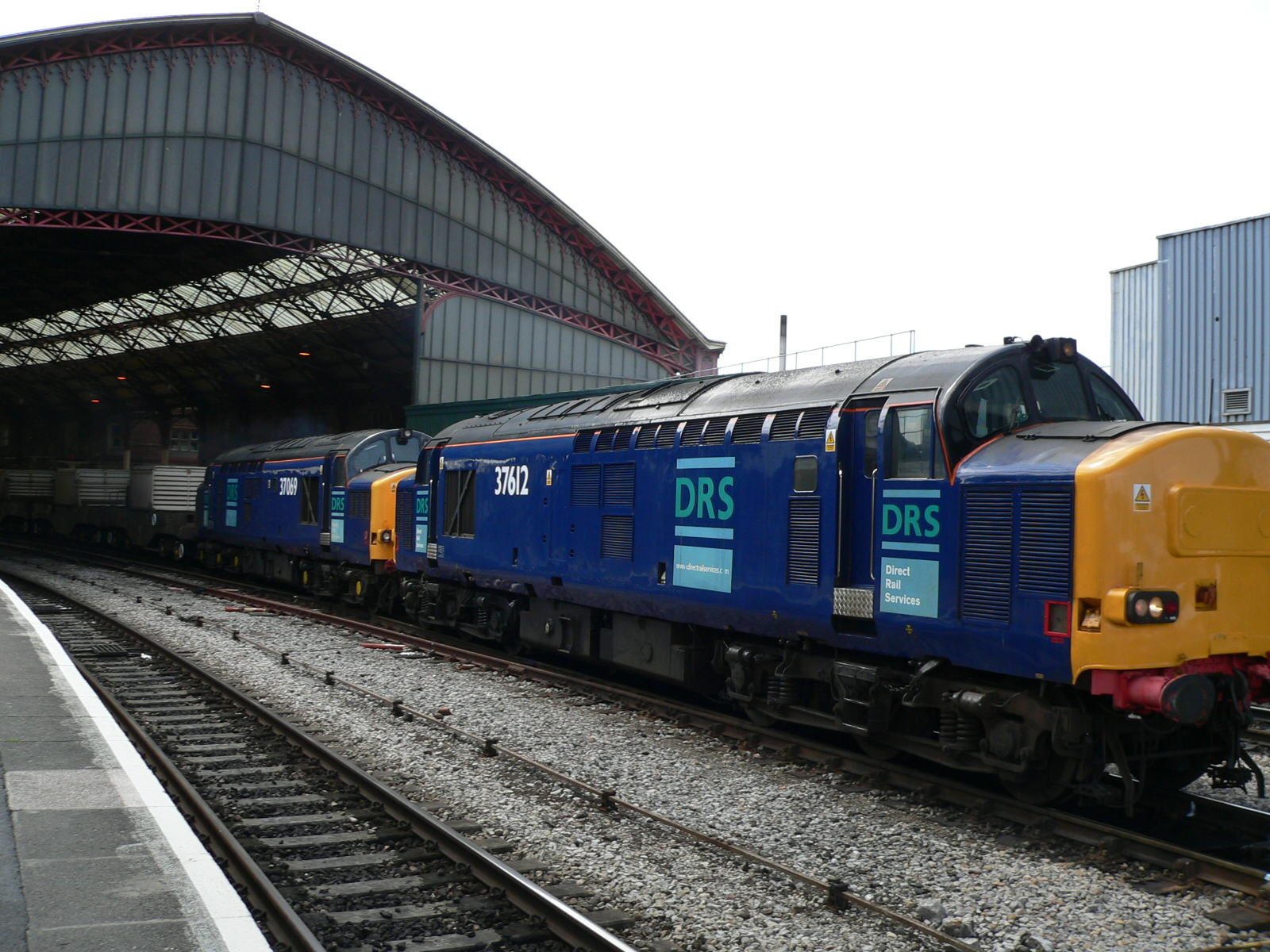
Lokomotywy spalinowe typu British Rail Class 37 ciągnące transport radioaktywnych odpadów z elektrowni atomowej

Brytyjska sieć kolejowa składa się z 33 tysięcy kilometrów torów, z czego 4928 km zostało zelektryfikowanych. Ogromna większość przewozów kolejowych jest realizowana przez przedsiębiorstwa prywatne – od 1997 Wielka Brytania nie posiada narodowego, państwowego przewoźnika kolejowego.

## Historia
Do początków lat 20. XX wieku transportem kolejowym zajmowało się w Wielkiej Brytanii wielu stosunkowo niewielkich, często lokalnych przewoźników. Na mocy ustawy o kolejach (Railway Act) z 1921, 120 istniejących wówczas firm zostało połączonych w cztery duże grupy (tzw. Wielka Czwórka). W 1948 zostały one znacjonalizowane i połączone w przedsiębiorstwo państwowe British Rail (BR). W latach 1994–1997 miała miejsce jego stopniowa prywatyzacja.

## Przewozy pasażerskie
Po prywatyzacji British Rail, połączenia pasażerskie realizowane wcześniej przez to przedsiębiorstwo zostały podzielone na tzw. franszyzy (franchises). Prawo do ich obsługi przez określony czas na zasadzie koncesji jest rozdysponowywane przez Departament Transportu i podległe mu instytucje drogą przetargów. Początkowo liczba franszyz wynosiła 25, potem ich lista była modyfikowana. Przewoźnik korzystający z koncesji musi zapewnić obsługę wszystkim ujętym w niej trasom – nie może wybrać tylko części z nich. Istnieje również możliwość prowadzenia przewozów pasażerskich poza systemem koncesyjnym, w ramach tzw. wolnego dostępu (open access). Operatorzy działający na tej zasadzie nie startują w przetargach, lecz składają do regulatora wnioski o zgodę na obsługę konkretnych tras.
Wszyscy przewoźnicy działający na podstawie koncesji tworzą wspólnie Związek Operatorów Pociągów (Association of Train Operating Companies), bardziej znany pod swoją handlową marką National Rail. Zajmuje się on koordynacją przewozów w skali kraju. W zakres jego zadań wchodzi m.in. uzgadnianie i publikacja rozkładów jazdy, a także dystrybucja biletów. Dzięki temu na każdej stacji zarządzanej przez jednego z członków związku można nabyć bilety na dowolne połączenie realizowane przez innych członków. Wspólna jest także sprzedaż internetowa. National Rail posiada także prawo do używania słynnego w Wielkiej Brytanii logo dawnego British Rail. Obecnie stanowi ono wspólny, niezależny od znaków poszczególnych przewoźników, emblemat całej sieci połączeń pasażerskich w Wielkiej Brytanii.

### Przewoźnicy
Obecnie przewozy pasażerskie na terenie Anglii, Szkocji i Walii świadczą następujące przedsiębiorstwa:
- Arriva Trains Wales
- c2c
- Chiltern Railways
- CrossCountry
- East Coast
- East Midlands Trains
- Eurostar
- First Capital Connect
- First Great Western
- First ScotRail
- First TransPennine Express
- Grand Central Railway
- Greater Anglia
- Heathrow Connect
- Heathrow Express
- First Hull Trains
- London Midland
- London Overground
- Merseyrail
- Northern Rail
- Southeastern
- Southern
- South West Trains
- Virgin Trains
- Wrexham & Shropshire

## Przewozy towarowe
W przypadku prywatyzacji towarowej części British Rail, nie zdecydowano się na system koncesyjny, lecz na bezpośrednią sprzedaż poszczególnych działów przedsiębiorstwa podmiotom prywatnym. Rynek ten jest otwarty i mogą na nim bez większych przeszkód debiutować nowe przedsiębiorstwa. Jedynym sektorem zastrzeżonym jest przewóz materiałów radioaktywnych do oraz z elektrowni atomowych. Prawo do wykonywania takich usług ma wyłącznie państwowe przedsiębiorstwo Direct Rail Services.

### Przewoźnicy
Obecnie na rynku przewozów towarowych działają następujące podmioty:
- Direct Rail Services(inne języki)
- Advenza Freight(inne języki)
- Europorte 2
- EWS
- Fastline(inne języki)
- Freightliner(inne języki)
- FirstGBRf
- Mendip Rail(inne języki)

## Tabor
Tabor British Rail służący do obsługi przewozów towarowych został sprzedany operatorom prywatnym podczas procesu prywatyzacji. Większość taboru pasażerskiego trafiła do firm leasingowych, które obecnie dzierżawią lub wynajmują je przewoźnikom. System ten z jednej strony podwyższa ceny biletów (bo jest w nich ujmowany m.in. koszt dzierżawy lub wynajmu taboru), z drugiej jednak zmniejsza ryzyko ponoszone przez przewoźników. Czas trwania ich koncesji (zwykle ok. 10 lat) jest bowiem zbyt krótki, aby w przypadku samodzielnego zakupu składów, zapewnić ich amortyzację.
Choć od 1997 pojęcie British Rail ma znaczenie wyłącznie historyczne, zachowano stary sposób nazewnictwa typów pociągów. Określane są one mianem British Rail Class... (tu numer). Dotyczy to również pociągów wprowadzonych do eksploatacji już po likwidacji BR, a nawet dopiero projektowanych.

## Infrastruktura
Początkowo, po prywatyzacji British Rail cała infrastruktura kolejowa trafiła w ręce prywatnej spółki Railtrack, notowanej na London Stock Exchange. Model ten jednak nie sprawdził się i w 2002 infrastruktura została przejęta przez Network Rail – ciało o specyficznej formie prawnej, najbardziej zbliżonej do istniejącego w niektórych systemach prawnych statusu spółki non-profit. Formalnie Network Rail jest właścicielem zarówno wszystkich linii kolejowych, jak i ponad 2500 istniejących w Wielkiej Brytanii stacji. W praktyce bezpośrednio zarządza tylko 18 najważniejszymi dworcami (z czego 11 znajduje się w Londynie). Na pozostałych stacjach rolę administratora, z upoważnienia Network Rail, pełni jeden z przewoźników kolejowych, najczęściej ten o największym udziale w przechodzącym przez daną stację ruchu.

## Irlandia Północna
Sieć kolejowa w Irlandii Północnej nie jest zaliczana do brytyjskiego systemu kolejowego i rządzi się zupełnie innymi prawami. Monopolistą na rynku kolejowym jest tam państwowe przedsiębiorstwo NI Railways, które zajmuje się zarówno realizacją połączeń, jak i utrzymaniem infrastruktury.